# Shisō (Hyōgo)
Shisō (宍粟市 Shisō-shi?) es una ciudad localizada en la prefectura de Hyōgo, Japón. En junio de 2019 tenía una población estimada de 35.183 habitantes y una densidad de población de 53,4 personas por km². Su área total es de 658,54 km².

## Geografía

### Localidades circundantes
- Prefectura de Hyōgo
  - Yabu
  - Asago
  - Tatsuno
  - Himeji
  - Kamikawa
  - Sayō
- Prefectura de Okayama
  - Mimasaka
  - Nishiawakura
- Prefectura de Tottori
  - Wakasa

## Demografía
Según datos del censo japonés, la población de Shisō ha disminuido en los últimos años.
| Año del censo | Población |
| ------------- | --------- |
| 1995          | 47.685    |
| 2000          | 45.460    |
| 2005          | 43.302    |
| 2010          | 40.938    |
| 2015          | 37.773    |